# العلاقات السورينامية المصرية
العلاقات السورينامية المصرية هي العلاقات الثنائية التي تجمع بين سورينام ومصر.

## مقارنة بين البلدين
هذه مقارنة عامة ومرجعية للدولتين:
| وجه المقارنة                                              | سورينام                        | مصر           |
| --------------------------------------------------------- | ------------------------------ | ------------- |
| المساحة (كم2)                                             | 163.27 ألف                     | 1.01 مليون    |
| عدد السكان (نسمة)                                         | 563.40 ألف                     | 94.80 مليون   |
| الكثافة السكانية (ن./كم²)                                 | 3.45                           | 93.86         |
| العاصمة                                                   | باراماريبو                     | القاهرة       |
| اللغة الرسمية                                             | اللغة الهولندية                | اللغة العربية |
| العملة                                                    | دولار سورينامي، غيلدر سورينامي | جنيه مصري     |
| الناتج المحلي الإجمالي (بليون دولار)                      | 3.32 مليار                     | 235.37 مليار  |
| الناتج المحلي الإجمالي (تعادل القوة الشرائية) بليون دولار | 9.07 مليار                     | 998.67 مليار  |
| الناتج المحلي الإجمالي الاسمي للفرد دولار أمريكي          | 9.48 ألف                       | 3.61 ألف      |
| الناتج المحلي الإجمالي للفرد دولار أمريكي                 | 16.64 ألف                      |               |
| مؤشر التنمية البشرية                                      | 0.714                          | 0.690         |
| رمز المكالمات الدولي                                      | +597                           | +20           |
| رمز الإنترنت                                              | .sr                            | .eg، .مصر     |
| المنطقة الزمنية                                           | 00                             | ت ع م+02:00   |

## منظمات دولية مشتركة
يشترك البلدان في عضوية مجموعة من المنظمات الدولية، منها:
| علم المنظمة | اسم المنظمة                        | تاريخ انضمام سورينام | تاريخ انضمام مصر |
| ----------- | ---------------------------------- | -------------------- | ---------------- |
|             | يونسكو                             | 16 يوليو 1976        | 22 يناير 1947    |
|             | وكالة ضمان الاستثمار متعدد الأطراف | 2 يوليو 2003         | 12 أبريل 1988    |
|             | الأمم المتحدة                      | 4 ديسمبر 1975        | 24 أكتوبر 1945   |
|             | الاتحاد البريدي العالمي            | ?                    | ?                |
|             | البنك الدولي للإنشاء والتعمير      | 27 يونيو 1978        | 27 ديسمبر 1945   |
|             | المنظمة الهيدروغرافية الدولية      | ?                    | 21 يونيو 1921    |
|             | منظمة التعاون الإسلامي             | ?                    | 25 سبتمبر 1969   |
|             | الاتحاد الدولي للاتصالات           | 15 يوليو 1976        | 9 ديسمبر 1876    |
|             | مؤسسة التمويل الدولية              | 1 سبتمبر 2011        | 20 يوليو 1956    |
|             | منظمة التجارة العالمية             | ?                    | 30 يونيو 1995    |
|             | منظمة الشرطة الجنائية الدولية      | ?                    | 7 سبتمبر 1923    |

## وصلات خارجية
- موقع وزارة الخارجية السورينامية
- موقع وزارة الخارجية المصرية